# Ranunculus tachiroei
Ranunculus tachiroei là một loài thực vật có hoa trong họ Mao lương. Loài này được Franch. & Sav. miêu tả khoa học đầu tiên năm 1878.